# Bracon sphenophori
Bracon sphenophori är en stekelart som först beskrevs av Muesebeck 1925.  Bracon sphenophori ingår i släktet Bracon och familjen bracksteklar. Inga underarter finns listade.